# 안태훈 (1862년)
안태훈(安泰勳, 1862년~1950년)은 한국 독립운동가 성균진사이자 독립운동가 배천 조씨인 조마리아의 남편으로 독립운동가 안중근 의사의 아버지이다.

## 생애
1862년 조선 진해 현감을 지낸 아버지 안인수(安仁壽)와 어머니 제주 고씨 사이에서 7남 4녀 중 4남으로 태어났다 장남인 큰형 안태옥(安泰玉)은 어린나이에 병으로 일찍 요절하는 바람에 둘째형 안태진(安泰鎭)이 장남이 되어서 안태훈이 사실상 3남이 되었다 안태훈은 성균진사로 취직했고 얼마후 조마리아와 결혼해 안중근,안성녀,안정근,안공근인 4남매를 두어 지냈다 장남인 안중근(安重根)는 독립운동가의 나아가고 얼마후 1894년 18세 나이로 이제 며느리가 될 김아려와 결혼했다 이후 안태훈은 1896년 천주교에 입교하였고 1897년 1년 뒤 나이 19세 안중근도 함께 천주교에 입교하였다 얼마후 안태훈은 가족들과 지내왔다가 1905년 갑작스러운 지병으로 향년 43세 나이로 사망하였다.